# Ebba Årsjö
Ebba Årsjö, née le 12 janvier 2001 à Oskarshamn, est une skieuse alpine handisport suédoise concourant en LW4[pas clair] pour les athlètes debout. Après deux médailles d'or aux Mondiaux, elle remporte deux médailles d'or et une médaille de bronze aux Jeux.

## Carrière
Ebba Årsjö est née avec le syndrome de Klippel-Trenaunay ayant entraînait une réduction musculaire dans sa jambe droite.
Pour ses premiers Jeux paralympiques en 2022, elle remporte deux médailles d'or en super combiné et slalom ainsi qu'une médaille de bronze en descente catégorie debout.

## Palmarès

### Jeux paralympiques
| Épreuve / Édition | Pékin 2022 |
| ----------------- | ---------- |
| Descente          | Bronze     |
| Super-G           | 4e         |
| Slalom géant      | DNF        |
| Slalom            | Or         |
| Super combiné     | Or         |